# 遊☆戯☆王デュエルモンスターズII 闇界決闘記
『遊☆戯☆王デュエルモンスターズII 闇界決闘記』（ゆうぎおうデュエルモンスターズツー ダークデュエルストーリーズ）は、1999年7月8日に日本のコナミから発売されたゲームボーイカラー用対戦型カードバトルゲーム。ゲームボーイにも対応している両対応ソフトである。
トレーディングカードゲーム『遊☆戯☆王オフィシャルカードゲーム デュエルモンスターズ』を題材としたゲームソフトであり、同社による『遊☆戯☆王デュエルモンスターズ』の第2作目。ゲームボーイカラー対応となった事によって色鮮やかな画面になり、カードの総数は前作の365枚から720枚とほぼ倍増した。前作との通信も可能であり、特定のカード同士を交換することで「通信融合」が発生し、受け取った側でカードが変化する。
2025年2月27日に発売されたNintendo SwitchおよびPC用ゲーム『遊戯王 アーリーデイズコレクション』には移植版が収録されている。

## ゲーム内容

### 前作からの変更点
- プレイヤー自身のパラメーターとしてデッキキャパシティとデュエリストレベルが追加され、カードにもカードレベルが設けられている[注釈 1]。デュエリストレベルより高いレベルのカードはデッキに入れることができず、デッキ40枚のカードレベルの合計がデッキキャパシティを超えてはいけないなど、強力なカードが序盤では使えないようになった。
- 融合のバリエーションが増え、融合した後にもモンスターが召喚できるようになった。
- 1ターンに魔法カードを何枚でも使用可能になり、毎ターン手札が5枚になるようドローされるようになった。
- 罠（トラップ）カードが登場したが、罠が発動しなくても自分のターンになると消滅してしまう。
- OCGの右下に記入されているパスワードを入力することで、そのパスワードのカードが入手できるようになった[注釈 2]。
- 儀式モンスターが登場した。儀式カードごとに決められた3体のモンスターを場に揃え、儀式カードを使うと召喚することができる。しかし、儀式カードは一度使うと召喚に成功しても失敗しても消滅してデッキから消えてしまう。
- 「召喚魔族」というゲームオリジナルのジャンケン要素が増え、相手モンスターより有利な属性なら無条件で相手モンスターを倒せるようになった。

### 召喚魔族
物質系と魔法系の2種類に分かれており、それぞれに優劣関係が存在する。例として、攻撃力3000で白魔族の「青眼の白龍」は、攻撃力300で黒魔族の「クリボー」に一方的に破壊されてしまうなど。
優劣関係は
炎魔族→森魔族→風魔族→土魔族→雷魔族→水魔族→炎魔族→…
黒魔族→白魔族→悪魔族→幻想魔族→黒魔族→…

### 同梱カード
カードごとに希少度が設けられており、「究極完全態・グレート・モス」と「ホーリー・ナイト・ドラゴン」はシークレットレアカードとなっている。
- 究極完全態・グレート・モス
- ホーリー・ナイト・ドラゴン
- 火器付機甲鎧
- サイバー・ボンテージ
- サラマンドラ
- シャイン・キャッスル
- ハーピィの羽根帚
- 鎖付きブーメラン
- 死のデッキ破壊ウイルス
- 硫酸のたまった落とし穴

攻略本同梱カード
- 封印されし者の右腕 - 上巻同梱カード
- 封印されし者の左腕 - 下巻同梱カード

## 登場人物

### ステージ1
- 武藤遊戯（むとう ゆうぎ）
- 城之内克也（じょうのうち かつや）
- 本田ヒロト（ほんだ ヒロト）
- 獏良了（ばくら りょう）

### ステージ2
- 梶木漁太（かじき りょうた）
- ダイナソー竜崎（ダイナソーりゅうざき）
- 海馬モクバ（かいば モクバ）
- 死の腹話術師（しのふくわじゅつし）
- 迷宮兄弟（めいきゅうきょうだい）

### ステージ3
- 海馬瀬人（かいば せと）
- 孔雀舞（くじゃく まい）
- インセクター羽蛾（インセクターはが）
- シモン・ムーラン
- バンデット・キース
- プレイヤーキラー闇使い（プレイヤーキラーやみつかい）

### ラスボス
- ペガサス・J・クロフォード

### 隠しキャラ
- 闇遊戯（やみゆうぎ）
- 闇獏良（やみばくら）
- シャーディー
- イシズ・イシュタル・ナオミ

### その他の登場人物
- 真崎杏子（まざき あんず）
デュエルに勝つとランダムにカードを1枚プレゼントしてくれる。
- 武藤双六（むとう すごろく）
ごくまれに、デュエルに勝つとランダムにカードを1枚プレゼントしてくれる。

## スタッフ
- オリジナル・キャラクターデザイン、オリジナル・モンスターデザイン：高橋和希
- ゲーム・デザイン、ディレクション：山田信洋
- プログラム：山田信洋、千田卓理
- グラフィック・ディレクション：神山加奈子
- グラフィック：神山加奈子、かめたたけし
- サウンド：神尾憲一
- モンスターノーツ：シモムラケイタ、チダタクリ
- スペシャル・サンクス：鳥嶋和彦、高橋俊昌、瓶子吉久、嶋智之、吉倉英雄、近藤裕、町田宗治、しみずせいじ
- プロデューサー：下村聡
- エグゼクティブ・プロデューサー：北上一三

## 反響
東京ドームで大規模な大会を行うことが既に企画段階から決定しており、ゲーム中の舞台にも東京ドームが登場する。だが、1999年8月26日に行われたイベントでは予想を大幅に上回る来場者の殺到とスタッフの不備で一方的に限定カードの販売が中止され、大混乱に陥る事件が起きた。救済措置として当日の来場を証明するもの（パンフレットなど）をコナミに送付することで後日、限定カードを最大20パックまで購入することができた。本作で登場したオリジナルキャラクター「イシズ・イシュタル・ナオミ」は、後に原作で「イシズ・イシュタール」として登場している。

## 関連書籍
- 遊☆戯☆王デュエルモンスターズ2 闇界決闘記（ダークデュエルストーリーズ）究極攻略BOOK〈上巻〉キャンペーンモード征服編（Vジャンプブックス-ゲームシリーズ）（1999年7月8日発行、ISBN 978-4-08-779026-9）
- 遊☆戯☆王デュエルモンスターズ2 闇界決闘記（ダークデュエルストーリーズ）究極攻略BOOK〈下巻〉通信デュエル必勝編（Vジャンプブックス-ゲームシリーズ）（1999年8月5日発行、ISBN 978-4-08-779032-0）